# Cratere Dowland
Dowland è un cratere d'impatto presente sulla superficie di Mercurio, a 53,65° di latitudine sud e 180,45° di longitudine ovest. Il suo diametro è pari a 158 km.
Il cratere è stato battezzato dall'Unione Astronomica Internazionale in onore del compositore britannico John Dowland.